# 야코비 방법
야코비 방법(Jacobi method)은 강한 대각지배행렬으로 이루어진 연립 일차 방정식에서 반복법의 수렴성을 보증하는 연립 일차 방정식 풀이법이다. 행렬을 대각행렬과 나머지 성분으로 행렬 분리한다.

## 설명
연립일차방정식을 아래와 같이 하자.
{\displaystyle A\mathbf {x} =\mathbf {b} }
n개의 선형 방정식으로 된 정사각형 구조의 방정식에서 :
{\displaystyle A={\begin{bmatrix}a_{11}&a_{12}&\cdots &a_{1n}\\a_{21}&a_{22}&\cdots &a_{2n}\\\vdots &\vdots &\ddots &\vdots \\a_{n1}&a_{n2}&\cdots &a_{nn}\end{bmatrix}},\qquad \mathbf {x} ={\begin{bmatrix}x_{1}\\x_{2}\\\vdots \\x_{n}\end{bmatrix}},\qquad \mathbf {b} ={\begin{bmatrix}b_{1}\\b_{2}\\\vdots \\b_{n}\end{bmatrix}}.}
A는 대각성분 D, 하삼각행렬 부분 L, 상삼각행렬 부분 U의 합으로 행렬 분리될 수 있다.:
{\displaystyle A=D+L+U\qquad {\text{where}}\qquad D={\begin{bmatrix}a_{11}&0&\cdots &0\\0&a_{22}&\cdots &0\\\vdots &\vdots &\ddots &\vdots \\0&0&\cdots &a_{nn}\end{bmatrix}}{\text{ and }}L+U={\begin{bmatrix}0&a_{12}&\cdots &a_{1n}\\a_{21}&0&\cdots &a_{2n}\\\vdots &\vdots &\ddots &\vdots \\a_{n1}&a_{n2}&\cdots &0\end{bmatrix}}.}
이 방정식의 해는 아래와 같은 연산을 반복하여 구할 수 있다.
{\displaystyle \mathbf {x} ^{(k+1)}=D^{-1}(\mathbf {b} -(L+U)\mathbf {x} ^{(k)}),}
여기서 {\displaystyle \mathbf {x} ^{(k)}}는 {\displaystyle \mathbf {x} } 의 k번째 근사 또는 반복이고, {\displaystyle \mathbf {x} ^{(k+1)}}는 {\displaystyle \mathbf {x} } 의 k+1번째 근사이다. 행렬 원소에 기반한 공식은 아래와 같다.
{\displaystyle x_{i}^{(k+1)}={\frac {1}{a_{ii}}}\left(b_{i}-\sum _{j\neq i}a_{ij}x_{j}^{(k)}\right),\quad i=1,2,\ldots ,n.}
{\displaystyle x_{i}^{(k+1)}} 의 계산은 자기자신을 제외한 x(k)를 필요로 한다. 가우스-자이델 방법과 달리 {\displaystyle x_{i}^{(k)}}를 {\displaystyle x_{i}^{(k+1)}}로 덮어 쓰지 않으므로, n의 두배의 저장공간을 필요로 한다.

## 같이 보기
- 가우스-자이델 방법
- 축차가속완화법
- 반복법
- 대칭축차가속완화법